# Kurt von Griesheim
Kurt von Griesheim (* 5. April 1865 in Berlin; † 25. Januar 1945 in Falkenburg, Kreis Dramburg) war ein deutscher Rittergutsbesitzer und Politiker (DNVP). Während der Weimarer Republik war er Mitglied des Provinziallandtags der Provinz Pommern und stellvertretendes Mitglied des Preußischen Staatsrats. Von 1927 bis zu seinem Tode leitete er als Kommendator die Pommersche Genossenschaft des Johanniterordens.

## Leben
Er war ein Angehöriger der adligen Familie von Griesheim und entstammte der Familienlinie Netzschkau. Der Vater Witelo von Griesheim war Oberstleutnant und Herr auf Schloss Falkenburg, die Mutter Marie war eine geborene von Bülow. Nach dem Abitur an der Klosterschule Roßleben trat er in das 1. Garde-Regiment zu Fuß in Potsdam ein. Er nahm als Hauptmann seinen Abschied, um den väterlichen Besitz – Schloss und Schlossgut Falkenburg im pommerschen Kreis Dramburg – zu übernehmen. Im Jahre 1908 wurde er zum preußischen Kammerherren ernannt. Im Ersten Weltkrieg wurde er schwer verwundet.
Nach dem Ersten Weltkrieg engagierte er sich politisch: Er war 1. Kreisdeputierter des Kreises Dramburg. Von 1921 bis 1932 gehörte er dem Provinziallandtag der Provinz Pommern an; er wurde jeweils für die Deutschnationale Volkspartei (DNVP) im Wahlkreis Dramburg gewählt.  Der Provinziallandtag wählte ihn für den Zeitraum von Januar 1928 bis Januar 1930 als stellvertretendes Mitglied in den Preußischen Staatsrat, in dem er der Fraktion der Preußischen Arbeitsgemeinschaft im Staatsrat angehörte.
Kurt von Griesheim war Mitglied des Johanniterordens. Von 1927 bis zu seinem Tode leitete er als Kommendator die Pommersche Genossenschaft des Ordens.
Sein Besitz Schloss Falkenburg im Kreis Dramburg mit Rittergut Falkenburg, Gut Hünenberg, Gut Büddow und den Vorwerken Prieblow und Kalenzig hatte 1939 eine Gesamtgröße von 3033 ha, davon 1872 ha Wald.
Er starb am 25. Januar 1945 in Falkenburg, etwa einen Monat vor der Einnahme der Stadt durch die Rote Armee gegen Ende des Zweiten Weltkrieges.
Kurt von Griesheim war mit seiner Frau und den Söhnen Mitglied der Landesabteilung Pommern der Deutschen Adelsgenossenschaft.

## Ehe und Nachkommen
Kurt von Griesheim heiratete 1898 in Kassel Carola Freiin von Dörnberg (* 1877; † 1969). Aus der Ehe gingen drei Söhne und eine Tochter hervor.